# Major League Soccer 2010
La Major League Soccer 2010 è stata la quindicesima edizione del campionato di calcio nordamericano, iniziata il 25 marzo 2010 e conclusa il 21 novembre 2010.
Il numero di partecipanti è aumentato da 15 a 16, grazie all'ammissione dei Philadelphia Union.

## Formula
Le squadre sono divise in due conference, la “Western Conference” e la “Eastern Conference”, in base alla loro posizione geografica. Lo svolgimento del torneo avviene in due fasi. La prima fase è la stagione regolare, in cui ogni squadra incontra le altre due volte, una in casa e una in trasferta, per un totale di 30 partite, 15 in casa e 15 fuori. Per la prima volta dalla sua istituzione la MLS ha adottato un calendario simmetrico di tipo europeo. Vengono assegnati tre punti per ogni vittoria e un punto per ogni pareggio.
Hanno accesso ai play-off per il titolo le prime due classificate di ogni conference e le restanti migliori quattro classificate nella classifica generale. Le otto squadre così individuate si sfidano in incontri a eliminazione diretta; vengono disputati incontri di andata e ritorno nei quarti, mentre le semifinali e la finale sono in gara unica: le semifinali in casa della squadra meglio piazzata, la finale su un campo individuato nel corso della stagione.
Similmente alle altre grandi leghe americane di sport professionistici, non è prevista alcuna retrocessione né promozione.
Si qualificano alla CONCACAF Champions League la vincitrice della MLS Cup, la vincitrice del Supporters' Shield (cioè la squadra con più punti al termine della stagione regolare) e l'altra finalista dei play-off. A queste si aggiunge la vincitrice della coppa nazionale, la Lamar Hunt U.S. Open Cup. Se una squadra occupa più di una di queste posizioni si scorre la classifica della stagione regolare fino alla prima non qualificata. Stesso procedimento se una posizione utile è occupata da Toronto, visto che quest'ultima, in quanto canadese, si qualifica alla Champions League tramite il Canadian Championship.

## Squadre partecipanti
| Club               | Stagione | Città          | Stadio                                                                      | Stagione 2009                                       |
| ------------------ | -------- | -------------- | --------------------------------------------------------------------------- | --------------------------------------------------- |
| Chicago Fire       | dettagli | Chicago        | Toyota Park (Bridgeview)                                                    | 2º nella Eastern Conference                         |
| Chivas USA         | dettagli | Los Angeles    | The Home Depot Center (Carson)                                              | 4º nella Western Conference                         |
| Colorado Rapids    | dettagli | Denver         | Dick's Sporting Goods Park (Commerce City)                                  | 6º nella Western Conference                         |
| Columbus Crew      | dettagli | Columbus       | Columbus Crew Stadium                                                       | Vincitore del MLS Supporters' Shield                |
| FC Dallas          | dettagli | Dallas         | Pizza Hut Park (Frisco)                                                     | 7º nella Western Conference                         |
| D.C. United        | dettagli | Washington     | RFK Stadium                                                                 | 4º nella Eastern Conference                         |
| Houston Dynamo     | dettagli | Houston        | Robertson Stadium                                                           | 2º nella Western Conference                         |
| K.C. Wizards       | dettagli | Kansas City    | CommunityAmerica Ballpark                                                   | 6º nella Eastern Conference                         |
| LA Galaxy          | dettagli | Los Angeles    | The Home Depot Center (Carson)                                              | 1º nella Western Conference                         |
| N.E. Revolution    | dettagli | Foxborough     | Gillette Stadium                                                            | 3º nella Eastern Conference                         |
| N.Y. Red Bulls     | dettagli | New York       | Red Bull Arena (Harrison, NJ)                                               | 7º nella Eastern Conference                         |
| Philadelphia Union | dettagli | Filadelfia     | PPL Park (Chester) (dal 27/06) Lincoln Financial Field (dal 10/04 al 20/06) | Esordiente                                          |
| Real Salt Lake     | dettagli | Salt Lake City | Rio Tinto Stadium (Sandy)                                                   | 5º nella Western Conference Vincitore della MLS Cup |
| S.J. Earthquakes   | dettagli | San Jose       | Buck Shaw Stadium (Santa Clara)                                             | 8º nella Western Conference                         |
| Seattle Sounders   | dettagli | Seattle        | Qwest Field                                                                 | 3º nella Western Conference                         |
| Toronto FC         | dettagli | Toronto        | BMO Field                                                                   | 5º nella Eastern Conference                         |

### Allenatori
| Club               | Allenatore                                                   |
| ------------------ | ------------------------------------------------------------ |
| Chicago Fire       | Carlos de los Cobos                                          |
| Chivas USA         | Martín Vásquez                                               |
| Colorado Rapids    | Gary Smith                                                   |
| Columbus Crew      | Robert Warzycha                                              |
| FC Dallas          | Schellas Hyndman                                             |
| D.C. United        | Curt Onalfo (fino al 4 agosto) Ben Olsen (dal 4 agosto)      |
| Houston Dynamo     | Dominic Kinnear                                              |
| K.C. Wizards       | Peter Vermes                                                 |
| LA Galaxy          | Bruce Arena                                                  |
| N.E. Revolution    | Steve Nicol                                                  |
| N.Y. Red Bulls     | Hans Backe                                                   |
| Philadelphia Union | Piotr Nowak                                                  |
| Real Salt Lake     | Jason Kreis                                                  |
| S.J. Earthquakes   | Frank Yallop                                                 |
| Seattle Sounders   | Sigi Schmid                                                  |
| Toronto FC         | Preki (fino al 14 settembre) Nick Dasovic (dal 14 settembre) |

## Classifiche Stagione regolare

### Eastern Conference
|  | Pos. | Squadra            | Pt | G  | V  | N | P  | GF | GS | DR  |
|  | ---- | ------------------ | -- | -- | -- | - | -- | -- | -- | --- |
|  | 1.   | N.Y. Red Bulls     | 51 | 30 | 15 | 6 | 9  | 38 | 29 | +9  |
|  | 2.   | Columbus Crew      | 50 | 30 | 14 | 8 | 8  | 40 | 34 | +6  |
|  | 3.   | K.C. Wizards       | 39 | 30 | 11 | 6 | 13 | 36 | 35 | +1  |
|  | 4.   | Chicago Fire       | 36 | 30 | 9  | 9 | 12 | 37 | 38 | -1  |
|  | 5.   | Toronto FC         | 35 | 30 | 9  | 8 | 13 | 33 | 41 | -8  |
|  | 6.   | N.E. Revolution    | 32 | 30 | 9  | 5 | 16 | 32 | 50 | -18 |
|  | 7.   | Philadelphia Union | 31 | 30 | 8  | 7 | 15 | 35 | 49 | -14 |
|  | 8.   | D.C. United        | 22 | 30 | 6  | 4 | 20 | 21 | 47 | -26 |

Legenda:

      Ammesse ai Play-off per il piazzamento nella conference
      Ammesse ai Play-off per il piazzamento in classifica generale

### Western Conference
|  | Pos. | Squadra          | Pt | G  | V  | N  | P  | GF | GS | DR  |
|  | ---- | ---------------- | -- | -- | -- | -- | -- | -- | -- | --- |
|  | 1.   | LA Galaxy        | 59 | 30 | 18 | 5  | 7  | 44 | 26 | +18 |
|  | 2.   | Real Salt Lake   | 56 | 30 | 15 | 11 | 4  | 45 | 20 | +25 |
|  | 3.   | FC Dallas        | 50 | 30 | 12 | 14 | 4  | 42 | 28 | +14 |
|  | 4.   | Seattle Sounders | 48 | 30 | 14 | 6  | 10 | 39 | 35 | +4  |
|  | 5.   | Colorado Rapids  | 46 | 30 | 12 | 10 | 8  | 43 | 31 | +12 |
|  | 6.   | S.J. Earthquakes | 46 | 30 | 13 | 7  | 10 | 34 | 33 | +1  |
|  | 7.   | Houston Dynamo   | 33 | 30 | 9  | 6  | 15 | 40 | 49 | -9  |
|  | 8.   | Chivas USA       | 28 | 30 | 8  | 4  | 18 | 31 | 45 | -14 |

Legenda:

      Ammesse ai Play-off per il piazzamento nella conference
      Ammesse ai Play-off per il piazzamento in classifica generale

### Classifica generale
|  | Pos. | Squadra            | Pt | G  | V  | N  | P  | GF | GS | DR  |
|  | ---- | ------------------ | -- | -- | -- | -- | -- | -- | -- | --- |
|  | 1.   | LA Galaxy          | 59 | 30 | 18 | 5  | 7  | 44 | 26 | +18 |
|  | 2.   | Real Salt Lake     | 56 | 30 | 15 | 11 | 4  | 45 | 20 | +25 |
|  | 3.   | N.Y. Red Bulls     | 51 | 30 | 15 | 6  | 9  | 38 | 29 | +9  |
|  | 4.   | FC Dallas          | 50 | 30 | 12 | 14 | 4  | 42 | 28 | +14 |
|  | 5.   | Columbus Crew      | 50 | 30 | 14 | 8  | 8  | 40 | 34 | +6  |
|  | 6.   | Seattle Sounders   | 48 | 30 | 14 | 6  | 10 | 39 | 35 | +4  |
|  | 7.   | Colorado Rapids    | 46 | 30 | 12 | 10 | 8  | 43 | 31 | +12 |
|  | 8.   | S.J. Earthquakes   | 46 | 30 | 13 | 7  | 10 | 34 | 33 | +1  |
|  | 9.   | K.C. Wizards       | 39 | 30 | 11 | 6  | 13 | 36 | 35 | +1  |
|  | 10.  | Chicago Fire       | 36 | 30 | 9  | 9  | 12 | 37 | 38 | -1  |
|  | 11.  | Toronto FC         | 35 | 30 | 9  | 8  | 13 | 33 | 41 | -8  |
|  | 12.  | Houston Dynamo     | 33 | 30 | 9  | 6  | 15 | 40 | 49 | -9  |
|  | 13.  | N.E. Revolution    | 32 | 30 | 9  | 5  | 16 | 32 | 50 | -18 |
|  | 14.  | Philadelphia Union | 31 | 30 | 8  | 7  | 15 | 35 | 49 | -14 |
|  | 15.  | Chivas USA         | 28 | 30 | 8  | 4  | 18 | 31 | 45 | -14 |
|  | 16.  | D.C. United        | 22 | 30 | 6  | 4  | 20 | 21 | 47 | -26 |

Legenda:

      Toronto FC qualificato ai preliminari della CONCACAF Champions League 2010-2011 perché vincitore del Canadian Championship 2010
      Qualificate alla CONCACAF Champions League 2011-2012:
- Colorado Rapids vincitori della MLS
- L.A. Galaxy vincitore del Supporters' Shield

      Qualificate ai preliminari della CONCACAF Champions League 2011-2012:
- Dallas finalista dei Play-off
- Seattle Sounders vincitori della U.S. Open Cup 2010

In caso di arrivo a pari punti:
1. Punti negli scontri diretti
2. Differenza reti;
3. Gol fatti;
4. Differenza reti in trasferta;
5. Gol fatti in trasferta;
6. Differenza reti in casa;
7. Gol fatti in casa;
8. Minor numero di punti disciplinari nella League Fair Play table Archiviato il 22 dicembre 2016 in Internet Archive.;
9. Lancio della moneta (2 squadre) o estrazione a sorte (3 o più squadre).

## Risultati
Leggendo per riga si avranno i risultati casalinghi della squadra indicata in prima colonna, mentre leggendo per colonna si avranno i risultati in trasferta della squadra in prima riga.
|                    | CHI | CHV | COL | CLB | DAL | DCU | HOU | KCW | LAG | NER | NYR | PHI | RSL | SJE | SEA | TOR |
| ------------------ | --- | --- | --- | --- | --- | --- | --- | --- | --- | --- | --- | --- | --- | --- | --- | --- |
| Chicago Fire       |     | 1-1 | 2-2 | 2-0 | 1-1 | 0-0 | 2-0 | 0-2 | 1-1 | 2-1 | 0-0 | 2-1 | 0-1 | 1-2 | 0-1 | 0-0 |
| Chivas USA         | 1-4 |     | 0-1 | 3-1 | 1-2 | 1-0 | 0-2 | 0-2 | 1-2 | 2-0 | 2-0 | 1-1 | 1-2 | 3-2 | 0-0 | 3-0 |
| Colorado Rapids    | 2-2 | 3-0 |     | 1-0 | 1-1 | 0-1 | 3-0 | 1-1 | 0-1 | 3-0 | 1-1 | 4-1 | 2-2 | 1-0 | 1-0 | 3-1 |
| Columbus Crew      | 2-1 | 1-0 | 3-1 |     | 0-0 | 2-0 | 3-0 | 0-1 | 0-2 | 3-2 | 2-0 | 3-1 | 1-0 | 0-0 | 0-4 | 2-0 |
| FC Dallas          | 3-0 | 1-0 | 2-2 | 2-2 |     | 1-0 | 1-1 | 1-0 | 0-1 | 2-2 | 2-2 | 3-1 | 2-0 | 2-0 | 2-2 | 1-0 |
| D.C. United        | 0-2 | 3-2 | 0-1 | 0-1 | 1-3 |     | 1-3 | 2-1 | 1-2 | 0-2 | 0-2 | 2-0 | 0-0 | 0-2 | 0-1 | 2-3 |
| Houston Dynamo     | 4-3 | 3-0 | 2-2 | 0-0 | 0-1 | 2-0 |     | 3-0 | 0-2 | 1-2 | 2-2 | 2-3 | 2-1 | 1-2 | 2-1 | 1-2 |
| K.C. Wizards       | 2-2 | 0-2 | 1-0 | 0-1 | 1-3 | 4-0 | 4-3 |     | 0-0 | 4-1 | 0-3 | 2-0 | 1-1 | 4-1 | 1-2 | 1-0 |
| LA Galaxy          | 2-3 | 2-0 | 1-3 | 3-1 | 2-1 | 2-1 | 4-1 | 0-2 |     | 1-0 | 0-2 | 3-1 | 2-1 | 2-2 | 3-1 | 0-0 |
| N.E. Revolution    | 0-1 | 0-4 | 1-2 | 2-2 | 1-1 | 1-0 | 1-0 | 1-0 | 2-0 |     | 3-2 | 1-2 | 1-2 | 0-0 | 3-1 | 4-1 |
| N.Y. Red Bulls     | 1-0 | 1-0 | 3-1 | 1-3 | 2-1 | 0-0 | 2-1 | 1-0 | 0-1 | 2-0 |     | 2-1 | 0-0 | 2-0 | 0-1 | 1-0 |
| Philadelphia Union | 1-0 | 3-0 | 1-1 | 1-2 | 1-1 | 3-2 | 1-1 | 1-1 | 0-1 | 1-1 | 2-1 |     | 1-1 | 1-2 | 3-1 | 2-1 |
| Real Salt Lake     | 1-0 | 1-1 | 1-1 | 2-0 | 2-0 | 3-0 | 3-1 | 4-1 | 1-0 | 5-0 | 1-0 | 3-0 |     | 0-0 | 2-2 | 2-1 |
| S.J. Earthquakes   | 0-3 | 3-0 | 1-0 | 2-2 | 0-0 | 1-1 | 0-1 | 1-0 | 1-0 | 2-0 | 4-0 | 1-0 | 0-3 |     | 0-1 | 1-3 |
| Seattle Sounders   | 2-1 | 2-1 | 2-1 | 1-1 | 1-1 | 2-3 | 2-0 | 1-0 | 0-4 | 3-0 | 0-1 | 2-0 | 0-0 | 0-1 |     | 3-2 |
| Toronto FC         | 4-1 | 2-1 | 1-0 | 2-2 | 1-1 | 0-1 | 1-1 | 0-0 | 0-0 | 1-0 | 1-4 | 2-1 | 0-0 | 2-3 | 2-0 |     |

Fonte: MLSsoccer.com Archiviato il 22 dicembre 2016 in Internet Archive.

## Play-off

### Tabellone
|  | Quarti | Quarti                | Quarti | Quarti |  |    | Semifinali      | Semifinali       | Semifinali |  |    | Finale    | Finale                | Finale |
|  |        |                       |        |        |  |    |                 |                  |            |  |    |           |                       |        |
|  | W1     | LA Galaxy             | 1      | 2      |  |    |                 |                  |            |  |    |           |                       |        |
|  | W1     | LA Galaxy             | 1      | 2      |  |    |                 |                  |            |  |    |           |                       |        |
|  | W4     | Seattle Sounders      | 0      | 1      |  |    |                 |                  |            |  |    |           |                       |        |
|  | W4     | Seattle Sounders      | 0      | 1      |  | W1 | LA Galaxy       | 0                |            |  |    |           |                       |        |
|  |        |                       |        |        |  | W1 | LA Galaxy       | 0                |            |  |    |           |                       |        |
|  |        |                       |        |        |  |    | W3              | FC Dallas        | 3          |  |    |           |                       |        |
|  | W2     | Real Salt Lake        | 1      | 1      |  |    | W3              | FC Dallas        | 3          |  |    |           |                       |        |
|  | W2     | Real Salt Lake        | 1      | 1      |  |    |                 |                  |            |  |    |           |                       |        |
|  | W3     | FC Dallas             | 2      | 1      |  |    |                 |                  |            |  |    |           |                       |        |
|  | W3     | FC Dallas             | 2      | 1      |  |    |                 |                  |            |  | W3 | FC Dallas | 1                     |        |
|  |        |                       |        |        |  |    |                 |                  |            |  | W3 | FC Dallas | 1                     |        |
|  |        |                       |        |        |  |    |                 |                  |            |  |    | W5        | Colorado Rapids (dts) | 2      |
|  | E2     | Columbus Crew         | 0      | 2 (4)  |  |    |                 |                  |            |  |    | W5        | Colorado Rapids (dts) | 2      |
|  | E2     | Columbus Crew         | 0      | 2 (4)  |  |    |                 |                  |            |  |    |           |                       |        |
|  | W5     | Colorado Rapids (dtr) | 1      | 1 (5)  |  |    |                 |                  |            |  |    |           |                       |        |
|  | W5     | Colorado Rapids (dtr) | 1      | 1 (5)  |  | W5 | Colorado Rapids | 1                |            |  |    |           |                       |        |
|  |        |                       |        |        |  | W5 | Colorado Rapids | 1                |            |  |    |           |                       |        |
|  |        |                       |        |        |  |    | W6              | S.J. Earthquakes | 0          |  |    |           |                       |        |
|  | E1     | N.Y. Red Bulls        | 1      | 1      |  |    | W6              | S.J. Earthquakes | 0          |  |    |           |                       |        |
|  | E1     | N.Y. Red Bulls        | 1      | 1      |  |    |                 |                  |            |  |    |           |                       |        |
|  | W6     | S.J. Earthquakes      | 0      | 3      |  |    |                 |                  |            |  |    |           |                       |        |
|  | W6     | S.J. Earthquakes      | 0      | 3      |  |    |                 |                  |            |  |    |           |                       |        |

### Quarti di finale
Andata
| Arbitro: | Jair Marrufo |

|               |           |  |
| Mastroeni 23’ | Marcatori |  |

| Arbitro: | Kevin Stott |

|                          |           |              |
| Cunningham 44’ Ávila 88’ | Marcatori | 5’ Espíndola |

| Arbitro: | Paul Ward |

|  |           |              |
|  | Marcatori | 56’ Lindpere |

| Arbitro: | Ricardo Salazar |

|  |           |            |
|  | Marcatori | 38’ Buddle |

Ritorno
| Arbitro: | Mark Geiger |

|           |           |                                |
| Ángel 78’ | Marcatori | 6’, 76’ Convey 81’ Wondolowski |

| Arbitro: | Michael Kennedy |

|                                       |                      |                                      |
| Gaven 22’ Rogers 70’                  | Marcatori            | 84’ Casey                            |
| Schelotto Garey Gaven Brunner Carroll | Tiri di rigore 4 – 5 | Casey Kandji Larentowicz López Smith |

| Arbitro: | Jorge Gonzalez |

|             |           |             |
| Findley 79’ | Marcatori | 17’ McCarty |

| Arbitro: | Baldomero Toledo |

|                         |           |             |
| Buddle 19’ Gonzalez 27’ | Marcatori | 86’ Zakuani |

### Semifinali
| Arbitro: | Jorge Gonzalez |

|            |           |  |
| Kimura 42’ | Marcatori |  |

| Arbitro: | Jair Marrufo |

|  |           |                                  |
|  | Marcatori | 26’ Ferreira 54’ John 73’ Chávez |

### Finale MLS
| Arbitro: | Baldomero Toledo |

|              |           |                            |
| Ferreira 35’ | Marcatori | 57’ Casey 107’ (aut.) John |

## Statistiche

### Classifica marcatori regular season
| Gol | Rigori |  | Giocatore         | Squadra            |
| --- | ------ |  | ----------------- | ------------------ |
| 18  | 3      |  | Chris Wondolowski | S.J. Earthquakes   |
| 17  |        |  | Edson Buddle      | LA Galaxy          |
| 15  | 3      |  | Dwayne De Rosario | Toronto FC         |
| 14  |        |  | Omar Cummings     | Colorado Rapids    |
| 14  | 3      |  | Sébastien Le Toux | Philadelphia Union |
| 13  | 3      |  | Conor Casey       | Colorado Rapids    |
| 13  | 5      |  | Juan Pablo Ángel  | N.Y. Red Bulls     |
| 12  | 2      |  | Álvaro Saborío    | Real Salt Lake     |
| 11  | 4      |  | Jeff Cunningham   | FC Dallas          |

Fonte:MLSsoccer.com